# Hartmannshausen (Finning)
Hartmannshausen ist ein Ortsteil der Gemeinde Finning im oberbayerischen Landkreis Landsberg am Lech.

## Geografie
Der Weiler Hartmannshausen liegt wenige hundert Meter südlich von Entraching.

## Geschichte
Hartmannshausen wird erstmals 1032 als Harmannishusen erwähnt, der Name stammt vermutlich von dem Personennamen Harmann.
Im Jahr 1552 werden zwei Anwesen genannt, beide gehören dem Landsberger Bürger Augustin Lorenz. Im Jahr 1752 sind es drei, den Klöstern Rottenbuch und Dießen zu Eigen.
Hartmannshausen gehörte bis zur Gebietsreform zur ehemals selbstständigen Gemeinde Entraching und wurde gemeinsam mit dieser am 1. Oktober 1971 nach Finning eingemeindet.
Im Jahr 2010 wurde ein in Hartmannshausen geplantes 5-Sterne-Hotel per Bürgerentscheid abgelehnt.